# Mirabel, Tarn-et-Garonne

Mirabel este o comună în departamentul Tarn-et-Garonne din sudul Franței. În 2009 avea o populație de 980 de locuitori.

## Evoluția populației
| An        | 1975 | 1982 | 1990 | 1999 | 2006 | 2009 |
| --------- | ---- | ---- | ---- | ---- | ---- | ---- |
| Populație | 885  | 910  | 879  | 839  | 957  | 980  |